# Castaignos-Souslens
Castaignos-Souslens é uma comuna francesa na região administrativa da Nova Aquitânia, no departamento de Landes. Estende-se por uma área de 7,45 km². Em 2010 a comuna tinha 406 habitantes (densidade: 54,5 hab./km²).